# Martin Schlappner (Filmkritiker)
Martin Schlappner (* 13. Oktober 1919 in Olten; † 14. März 1998 in Zürich) war ein Schweizer Filmkritiker und langjähriger Redakteur der Neuen Zürcher Zeitung.

## Leben
Schlappner wuchs bis 1935 im Saarland auf. Nach der Matura in Solothurn studierte er Deutsche Literatur, Geschichte und Kunstgeschichte in Genf und Bern. 1947 promovierte er zum Dr. phil. mit einer Arbeit über Thomas Mann. Ab 1950 arbeitete er als freier Mitarbeiter, von 1956 bis 1984 als Redakteur der NZZ, wo er während vieler Jahre die Filmredaktion leitete.
Daneben war Schlappner als Dozent an verschiedenen Hochschulen tätig: von 1962 bis 1964 als Dozent für Filmtheorie und Filmgeschichte an der Universität Freiburg im Breisgau, von 1967 bis 1968 an der Deutschen Film- und Fernsehakademie in Berlin, und von 1976 bis 1978 an der Universität Zürich. Von 1963 bis 1988 präsidierte er die Jury für Qualitätsprämien des Eidgenössischen Departements des Innern (EDI), von 1967 bis 1977 leitete er die Schweizerische Gesellschaft Solothurner Filmtage.
Von 1960 bis 1972 amtete Martin Schlappner als Obmann der Zürcherischen Vereinigung für Heimatschutz. 1989 erhielt er die Auszeichnung der Stadt Zürich für allgemeine kulturelle Verdienste.
Sein Nachlass wird am Seminar für Filmwissenschaft der Universität Zürich verwaltet.
Er fand seine letzte Ruhestätte auf dem Zürcher Friedhof Manegg.

## Werke
- Thomas Mann und die französische Literatur: Das Problem der Décadence. Diss. phil. I. Bern 1950.
- Von Rossellini zu Fellini: Das Menschenbild im italienischen Neo-Realismus. Origo, Zürich 1958.
- (mit Martin Schaub) Vergangenheit und Gegenwart des Schweizer Films, 1896–1987: Eine kritische Wertung. Schweizerisches Filmzentrum, Zürich  1987.
- Bilder der Schweiz im Schweizer Film: Kontinuität und Veränderungen in Vergangenheit und Gegenwart. Sauerländer, Aarau 1988.